# Chinese sperwer
De Chinese sperwer (Tachyspiza soloensis) is een roofvogel uit de familie van de havikachtigen (Accipitridae).

## Verspreiding
De Chinese sperwer broedt in het zuidoosten van China, Taiwan, Korea en Siberië en overwintert in Indonesië en de Filipijnen.

## Status
De grootte van de populatie is in 2010 geschat tussen de 400 duizend en een miljoen individuen. Op de Rode lijst van de IUCN heeft deze soort de status niet bedreigd.